# Andrés Casillas de Alba
Andrés Casillas de Alba (* 10. Juli 1934 in Mexiko-Stadt) ist ein mexikanischer Architekt.

## Biografie
Casillas studierte von 1952 bis 1955 an der Escuela de Arquitectura de Guadalajara und im Anschluss bis 1956 an der Universidad Nacional Autónoma de México (UNAM) in Mexiko-Stadt. Ein Jahr darauf ging er für ein weiteres Studium bis 1961 nach Ulm an die Hochschule für Gestaltung. In dieser Zeit arbeitete er 1958 auch an Stadtplanungsprojekten für die iranische Stadt Isfahan mit und absolvierte 1959 im Architekturbüro Mangiarotti e Morassutti in Mailand ein Praktikum.
In Mexiko arbeitete er von 1962 bis 1963 bei  Augusto H. Álvarez und danach von 1964 und bis 1968 bei Luis Barragán, ab 1969 dann selbstständig. Sein erstes Bauwerk in Mexiko entstand in der Zeit, als er noch bei Álvarez arbeitete, die Galería de Arte Mexicano.
Er gehört seit 1994 dem Sistema Nacional de Creadores de Arte (SNCA) an und wurde mehrfach für seine Entwürfe ausgezeichnet, unter anderem 1994 mit dem Jahrespreis der Architecten Jaliscos.

## Bauwerke (Auswahl)
- "Andrés Casillas"-Haus

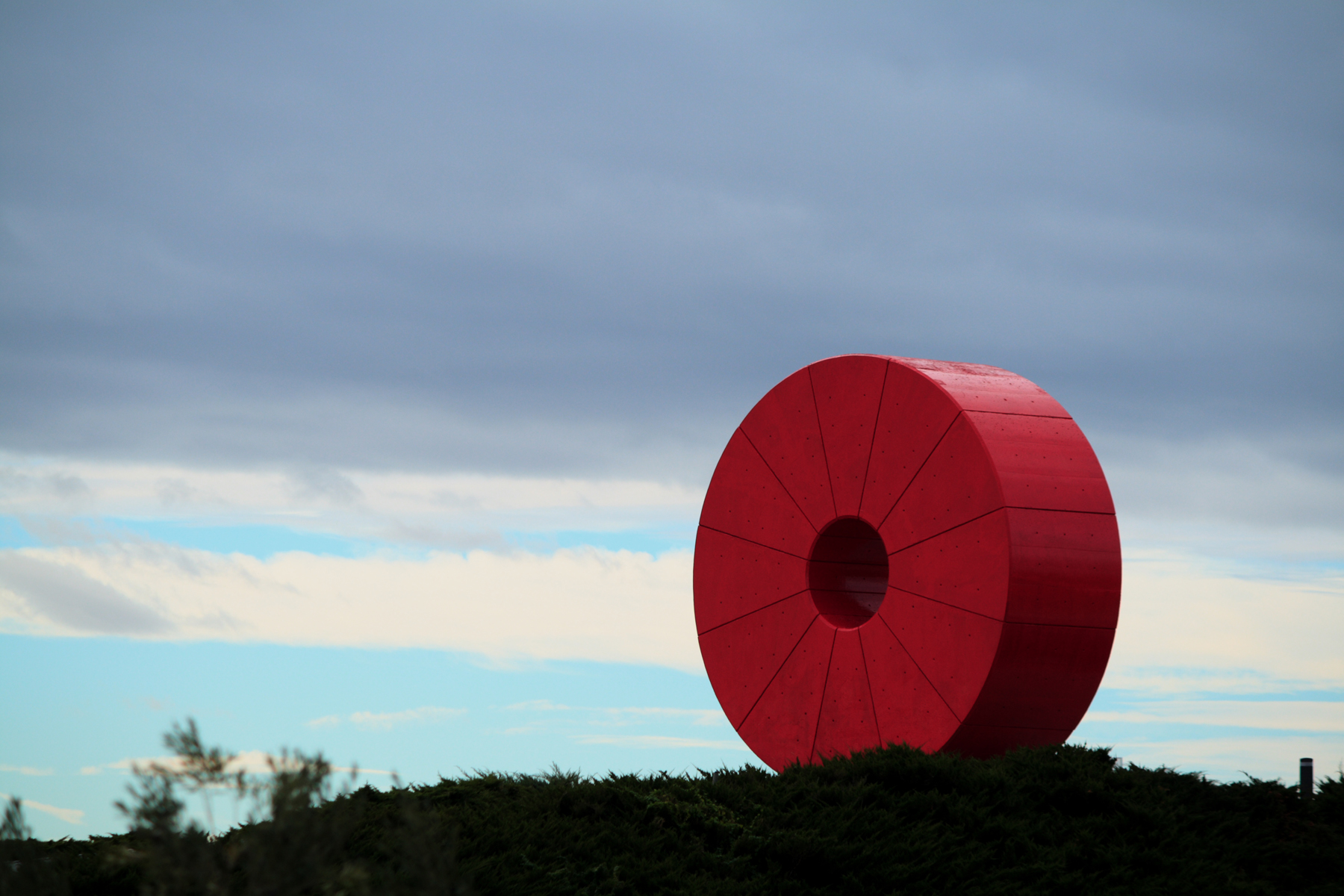
Espacio México (mit Margarita Cornejo, 1992). Park Juan Carlos I, Madrid.

- Club Náutico Los Amates, Cuernavaca
- McKinsey-Büros
- Umgestaltung des "O’Gorman"-Hauses
- "Yturbe"-Schwimmbad, Acapulco (1968)
- Einkaufszentrum am Plaza del Sol
- "Pedro Coronel"-Haus, Distrito Federal de México (1970)
- Jardin Tapia in Guadalajara (1973)
- Centro Financiero Banamex, Guadalajara (1978)
- Jaiba-Projekt, Playa Jaibas, Jalasico (1980)
- "La Mancanilla", La Puenta, Manzanilla, Colima (1980)
- "García Villaseñor"-Haus in Zapopan (1980)
- "Muñóz de Baena"-Haus in Tecámac, Hidalgo (1995)